# Brügge (Lüdenscheid)
Brügge ist die Bezeichnung eines Stadtteils und gehört zum statistischen Bezirk 11 (Brügge) der Kreisstadt Lüdenscheid im westlichen Sauerland, Nordrhein-Westfalen. Der Ortsteil und der statistische Bezirk liegen im Volmetal und im Westen des Stadtgebietes von Lüdenscheid. Die nächsten Ortschaften sind Schalksmühle, Halver und Oberbrügge.

## Geschichte
Bis 1969 war Brügge eine Ortschaft in der Gemeinde Lüdenscheid-Land, Amt Lüdenscheid, die dann im Zuge einer kommunalen Neugliederung mit der Stadt Lüdenscheid vereinigt wurde. Ursprünglich wohl bedeutender als der gegenwärtige Ortskern war das heute zu Brügge gehörende Winkhausen am Ausgang des Lösenbachtales. Es war eine von zehn Bauerschaften im Kirchspiel Lüdenscheid. Sie sollen mindestens seit dem 13. Jahrhundert bestanden haben. Hingegen dürfte sich im heutigen Zentrum seit jeher ein Übergang über die Volme in Richtung Halver befunden haben – daher der Name Brügge (niederdt. für „Brücke“). Brügge gewann seine Bedeutung mit dem Bau der Volmetalbahn in den 1870er Jahren und der Eröffnung der Stichbahn Brügge-Lüdenscheid 1880. Es entwickelte sich als Eisenbahnknotenpunkt, über den ein Großteil des Lüdenscheider Personen- und Güterverkehrs abgewickelt wurde. Die Errichtung der ortsbildprägenden evangelischen Kreuzkirche 1899 und des Bahnhofsgebäudes – eines größeren als in Lüdenscheid-Stadt – waren Ausdruck davon. Als Eisenbahnknotenpunkt erlebte Brügge im Zweiten Weltkrieg ein alliiertes Bombardement, dem auch einige Wohngebäude zum Opfer fielen.

## Infrastruktur

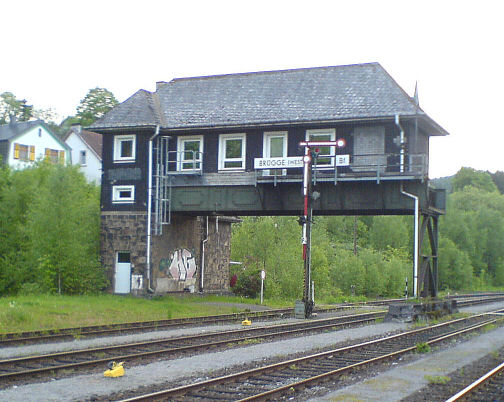
Brückenstellwerk Brügge (Westf.)

In Brügge gibt es eine offene Ganztagsgrundschule, mehrere Kindergärten und den städtischen Kinder- und Jugendtreff Brügge, der verschiedene Aktivitäten anbietet. An Gotteshäusern finden sich eine evangelische, eine katholische und eine neuapostolische Kirche. Der evangelische Friedhof liegt nördlich oberhalb der Volmestraße Richtung Lüdenscheid, der katholische am Ortsausgang an der Parkstraße. Die Ortsmitte ist ein Unterzentrum mit Möglichkeiten zur Deckung des täglichen Bedarfs. Der gegenwärtige Bahnhaltepunkt liegt am westlichen Rand des alten Bahnhofsgeländes. Ferner erwähnenswert ist die Brügger Fest- und Vereinshalle im Ortszentrum.
Der Ortskern selbst besteht größtenteils aus Mehrfamilienhäusern mit kleineren Geschäften in den Erdgeschossen. Die hingegen weiter oberhalb gelegenen Straßen zu beiden Seiten des Volmetals bestehen zu großen Teilen aus freistehenden Einfamilienhäusern. Viele der Häuser wurden in den letzten Jahren saniert. Auch einige kleinere und größere Betriebe sind im Ortsteil Brügge ansässig. Durch den nahegelegenen Bahnhaltepunkt pendeln auch viele Bewohner von Brügge zur Arbeit, Schule oder Universität mit der Volmetal-Bahn (RB52) in die umliegenden Städte Lüdenscheid, Schalksmühle, Hagen und Dortmund, seit Dezember 2017 auch nach Meinerzhagen, Gummersbach und Köln.

## Sehenswürdigkeiten

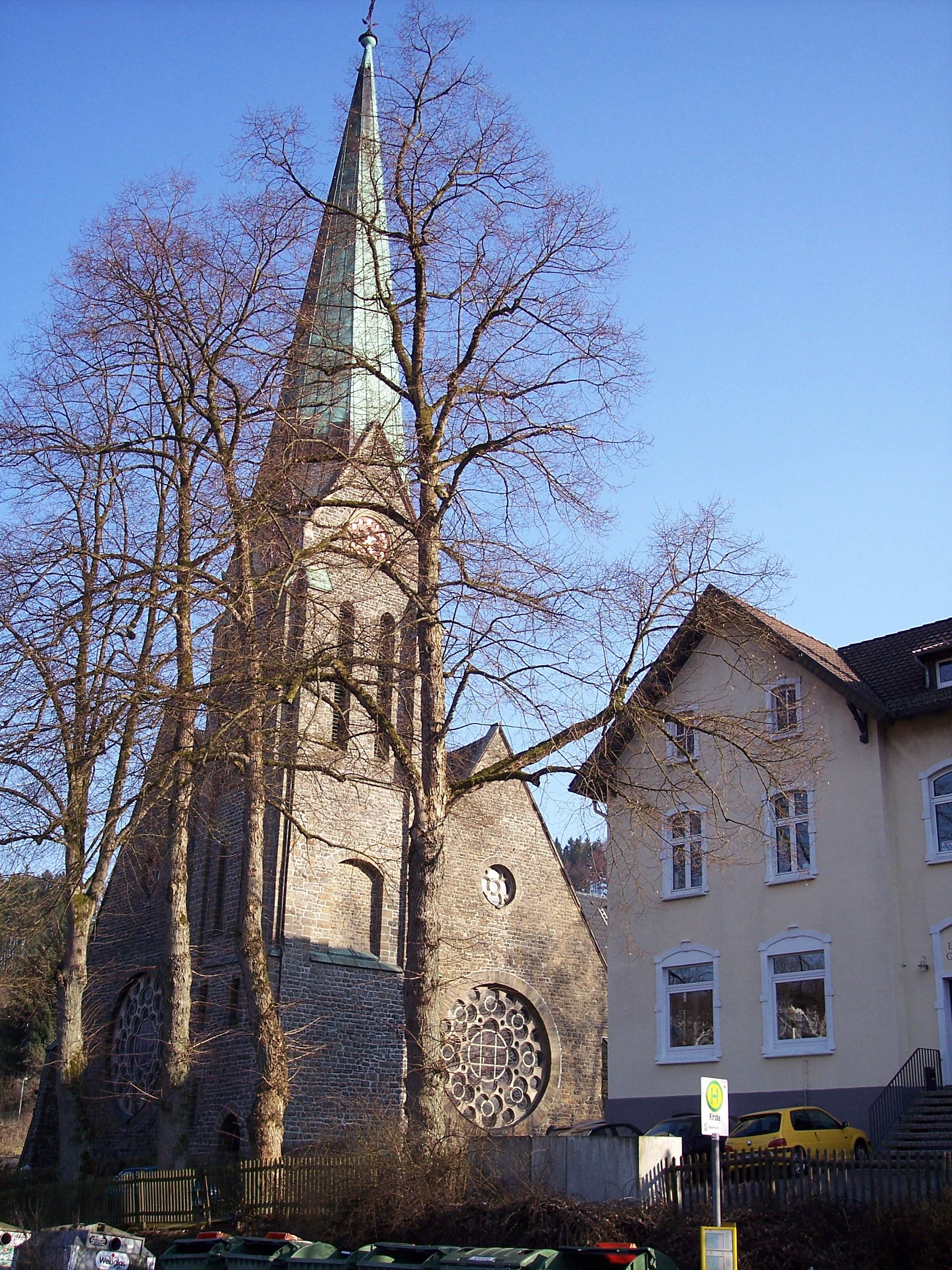
Kreuzkirche Brügge mit Gemeindehaus

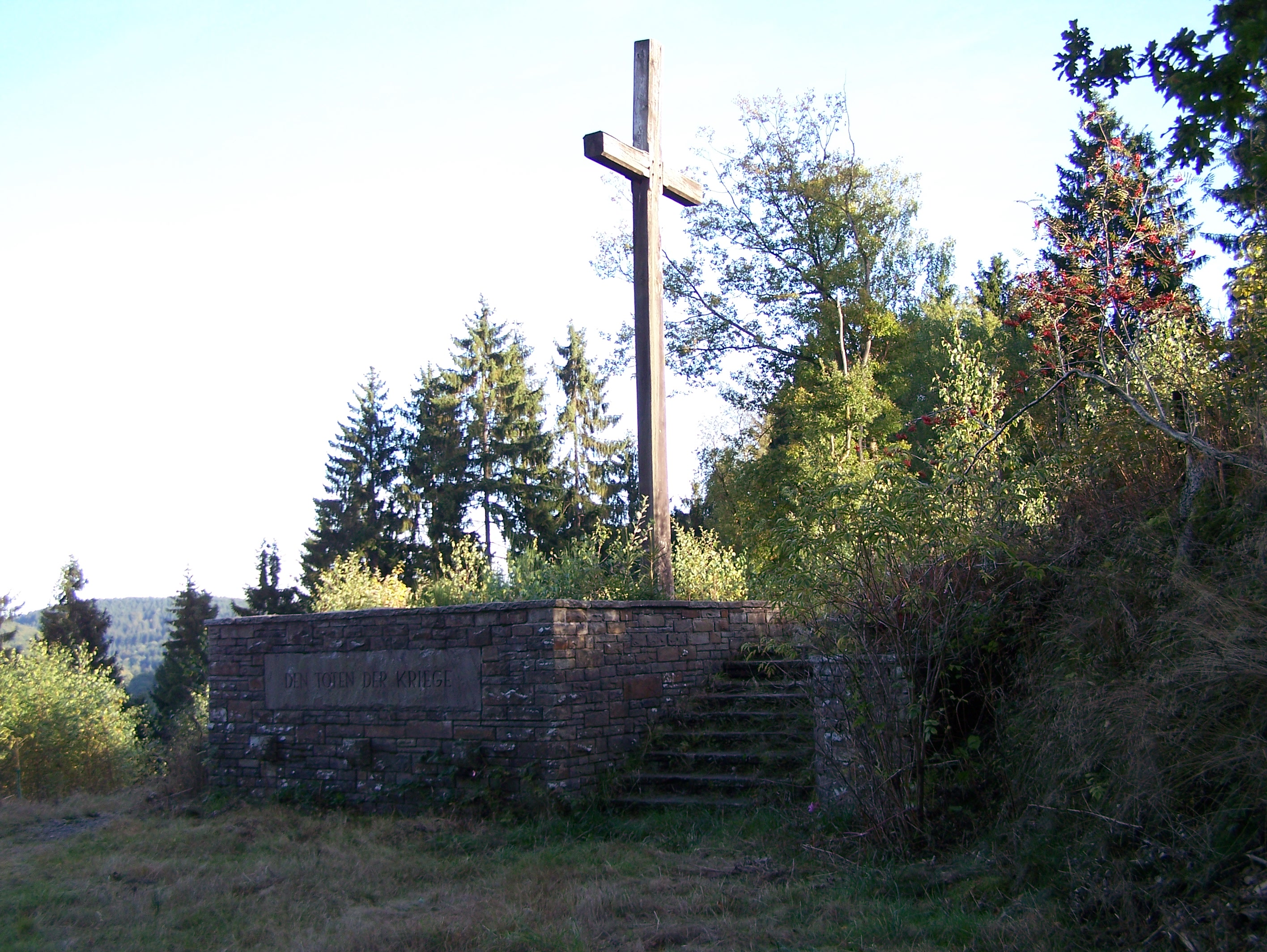
Gedenkstätte am Knockesberg

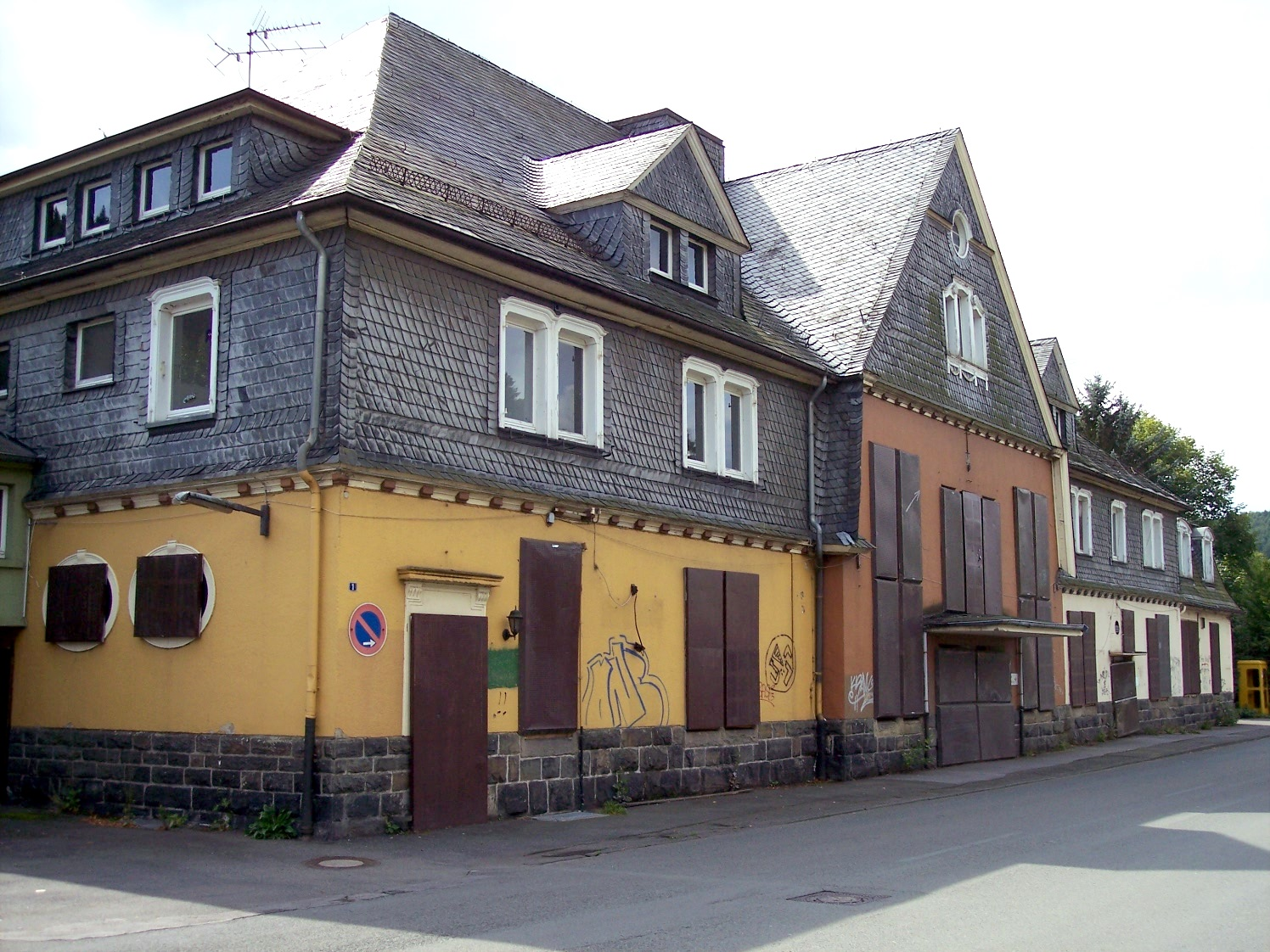
Historisches Bahnhofsgebäude Brügge 2008 (abgerissen)

Brügge ist umgeben von Fichten- und Mischwäldern, die zum Wandern, Joggen und Spazieren einladen. Neben der evangelischen Kreuzkirche und dem bekannten Brügger Eisenbahnbrückenstellwerk wird der Ort durch Bauten der Jahrhundertwende geprägt. Vor allem an der in Tallage verlaufenden Volmestraße und der in die Stadt Lüdenscheid führenden Parkstraße finden sich noch viele Bauten aus der Eisenbahngründerzeit. Sie prägen seit über einhundert Jahren das Gesicht des Ortes. Ein ehemals bedeutendes und denkmalgeschütztes Reidemeisterhaus in Winkhausen wurde durch Teilabriss und Integration in eine neue Fabrikationshalle vollkommen entstellt und als Zeuge der Ortsgeschichte entwertet. Die gleichfalls in Winkhausen über die Volme führende Brücke wurde als Teil des Heerwegs von Köln über Lüdenscheid nach Soest mit einer Summe von 300 Talern vom Kreis finanziert und dürfte heute die älteste erhaltene Brücke auf dem Gebiet der Stadt sein, leider in einem mehr als bedauerlichen Zustand. Auf beiden Seiten der Volme erinnern Gedenksteine an eine Sitzung im Freigericht im Jahre 1495. Das unweit im oberen Elspetal gelegene Schloss Neuenhof ist bei Besuchern beliebt.
Technikinteressierte werden sich vor allem für die Eisenbahnanlagen und ihre Technik interessieren. In Brügge steht eines der letzten in Betrieb befindlichen Brückenstellwerke mit elektro-mechanischer Siemenstechnik. In Betrieb genommen wurde es 1929 und dient seitdem als Fahrdienstleiterstellwerk für den Brügger Bahnhof. Die Bedeutung des Bauwerkes wird durch die Tatsache unterstrichen, dass es als Bausatz für Modelleisenbahnen erhältlich ist. Bis zum August 2009 befand sich in Brügge das deutschlandweit letzte Eisenbahnsignal „Halt/Weiterfahrt für zurückkehrende Schiebelokomotiven und Sperrfahrten“ (Ts 2/Ts 3) aus der Dampflokzeit. Die Bahnanlagen wurden früher im westlichen Teil durch ein imposantes Bahnhofsgebäude und im östlichen Teil durch ein Bahnbetriebswerk mit Drehscheibe und Wasserturm ergänzt.
Das Bahnhofsgebäude aus dem Jahre 1929 war von ortsgeschichtlich herausragender Bedeutung und beherbergte bis zur Auflösung des Bahnhofes als eigenständiger Dienststelle 1990 zahlreiche Dienststellen der Deutschen Bundesbahn, daneben auch eine Bahnhofsgastronomie. Seit Erwerb durch die Stadt Lüdenscheid vor einigen Jahren stand es leer, während Bemühungen zur Instandhaltung oder Nutzung weitgehend unterblieben. Nach Feststellung der so unausweichlichen Bauschäden hat die Stadt Ende März 2009 den Abbruch vollzogen; zuvor hatte sie als Eigentümer selbst die Aufhebung des Denkmalschutzes veranlasst. Dies ist in Nordrhein-Westfalen im Gegensatz zu den meisten anderen Bundesländern rechtlich möglich. Das einstige Bahnbetriebswerk verlor bereits Anfang der 1950er Jahre zunehmend an Bedeutung und wurde 1955 offiziell aufgelöst. Die baulichen Anlagen verschwanden daraufhin nach und nach, vom Bahnbetriebswerk ist heute nur noch die einstige Schmiede als Nebengebäude des Ringlokschuppens zu sehen.
Weiterhin findet sich an der B 54/B 229 in Richtung Oberbrügge und Lüdenscheid noch eine große Aral-Tankstelle mit Raststätte. Sie stammt aus den 1950er Jahren und erinnert an die Zeit, als der überregionale Verkehr noch nicht über Autobahnen lief.

## Verkehrsanbindung

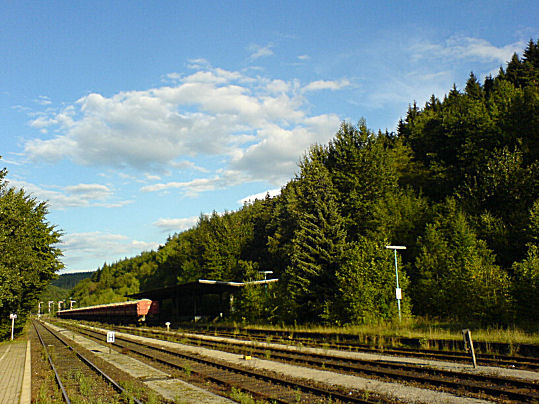
Volmetalbahn bei Brügge (Westf), Blickrichtung Oberbrügge

### Bahnverkehr

#### Gegenwart
Der südlich gelegene Bahnhof Lüdenscheid-Brügge ist im Nahverkehr über die Volmetal-Bahn (RB52) mit Schalksmühle, Hagen, Herdecke und Dortmund verbunden. Hinzu kommt seit dem 10. Dezember 2017 die Oberbergische Bahn (RB 25) über Meinerzhagen und Gummersbach nach Köln. Der Bahnhof Lüdenscheid wird über eine Stichstrecke erreicht. Der Güterverkehr wird sehr selten noch bis Meinerzhagen bzw. nach Krummenerl durchgeführt. Für den Güterverkehr verfügt Brügge über einen Tarifpunkt des Wagenladungsverkehrs. Brügge gehört zusammen mit der Stadt Lüdenscheid zur Verkehrsgemeinschaft Ruhr-Lippe (VRL), in der ein Gemeinschaftstarif für Bahn und Bus gilt. Seit August 2017 wird der Westfalentarif angewendet.

#### Geschichte
Es bestanden Planungen, die Volmetalbahn von Dortmund über Hagen nach Lüdenscheid als Stadtbahn umzusetzen. Die Stadtbahn sollte direkt vom Dortmunder Stadtzentrum über das Hagener Stadtzentrum bis in die Innenstadt von Lüdenscheid geführt werden. 1997 wurde dazu ein Konzept zur Regionalstadtbahn Hagen vorgestellt, was trotz des verkehrlichen Nutzens aus Kostengründen abgelehnt wurde.
Am Anfang des 20. Jahrhunderts bestanden Planungen, die Volmetalbahn (Bahnstrecke Hagen–Dieringhausen) über eine Strecke im Stadtgebiet von Lüdenscheid und Herscheid mit der Bahnstrecke Plettenberg–Herscheid zu verbinden und so eine Verbindung zwischen Volme- und Lennetal zu schaffen. Diese scheiterten jedoch an den hohen Baukosten. Die Erdarbeiten seien damals bereits über Herscheid hinaus erfolgt. Im Zuge des Ersten Weltkriegs seien die Planungen allerdings nicht weiter verfolgt worden, da die notwendigen Finanzmittel fehlten. In den 1920er Jahren habe die Gemeinde Herscheid versucht, den Bau der Bahn wieder zu beleben. Aber spätestens mit Einsetzen der rapiden Inflation im Zuge der Weltwirtschaftskrise habe sich das Thema Eisenbahnbau damals erledigt. Und später habe sich schließlich der Kraftverkehr auf den Straßen in Deutschland durchgesetzt. Der Streckenabschnitt hätte rund 33,9 Kilometer umfasst. Aufgrund der gebirgigen Topographie im Sauerland sah die Planung mächtige Tunnelbauten, Brückenbauwerke oder Unterführungen vor, wie etwa auf dem Höhenrücken zwischen dem Verse- und dem Ahetal, wo ein Tunnel von 650 Metern Länge vorgesehen war. Ein weiterer Tunnel wäre in Herscheid von der Helle bis unterhalb der Schützenhalle verlaufen, mit einer Länge von ca. 300 Metern. Insgesamt waren vier Tunnel mit einer Gesamtlänge von 2175 Metern geplant. Die veranschlagten Kosten für die Tunnel beliefen sich in Höhe von 1,84 Millionen Mark. Die Gesamtkosten für die Bahnstrecke bezifferte die Königliche Eisenbahndirektion auf insgesamt 9,8 Millionen Mark, pro Eisenbahnkilometer wären das 289.100 Mark gewesen.

### Busverkehr
Die weitere Anbindung des Stadtteils an den Öffentlichen Personennahverkehr erfolgt durch die Buslinien 47, 55, 56, 57, 58 und 134 der Märkischen Verkehrsgesellschaft (MVG) und der Busverkehr Ruhr-Sieg (BRS).
Wichtige Bushaltestellen des Stadtteils sind: „Strücken“, „Strücken Wendestelle“, „Hammerhaus“, „Linneper Mühle“, „Nöllenhammer“, „Stephansohl“, „Grüne“, „Grüne Baberg“, „Jägerhäuschen“, „Crummenerl“, „Winkhausen“, „Brügge Post“, „Brügge Bahnhof“, „Schlade“, „Eininghausen“, „Ahelle“, „Aheller Hammer“, „Oberbrügge“, „Ostendorf Schule“, „Ostendorf“, „Abzw. Halverscheid“, „Wahrder Weg“, „Husmecke“, „Brügge Kirche“, „Opderbeckstraße“, „Brügge Schule“, „Am Ziegenkopf“, „Am Hang“, „Brügge Friedhof“ und „Stüttinghausen“.
Brügge in Westfalen gehört zusammen mit der Stadt Lüdenscheid zur Verkehrsgemeinschaft Ruhr-Lippe (VRL), in der ein Gemeinschaftstarif für Bahn und Bus gilt.

### Straßenverkehr
Im Zentrum kreuzen sich die Bundesstraßen 54 und 229. Die Anbindung an das Bundesautobahnnetz erfolgt über die einige Kilometer entfernte Abfahrt Nr. 13 Lüdenscheid-Nord der Bundesautobahn 45. Die A 45 selbst führt Richtung Norden nach Hagen und Dortmund sowie in Richtung Süden nach Siegen, Wetzlar, Gießen und Frankfurt am Main. Weitere Alternativanschlussstellen sind die Abfahrten Nr. 14 Lüdenscheid und Nr. 15 Lüdenscheid-Süd der A 45.